# Club des patineurs de Paris
Le Club des patineurs de Paris (CPP), couramment nommé Patineurs de Paris, et à partir de 1921 le Club des sports d'hiver de Paris, était un club parisien de hockey sur glace.

## Historique

### La création et les premiers titres
Fondé le 20 février 1896 comme un club de patinage artistique (Louis Magnus y était licencié), il comprend une formation de hockey à partir de 1902.
Le 29 janvier 1903, il fusionne avec le Hockey Club de Paris, premier club français de hockey créé le 3 décembre 1894, qui est sur le point de disparaître en même temps que sa patinoire, le Pôle Nord.
En 1903, l'ouverture d'un Palais des Glaces à Lyon permet la création de plusieurs équipes de hockey dont la plus importante est le Sporting Club de Lyon. Des rencontres sont organisées entre Parisiens et Lyonnais dès l'année d'ouverture et après quelques championnat de France « officieux », et l'établissement d'un règlement commun en 1905, Lyon remporte le premier titre de champion de France en 1907 face au CPP.
Les Parisiens prennent leur revanche l'année suivante et le club des patineurs devient champion de France.
Hélas, en 1908, la surface de jeu du Palais des glaces lyonnais en trop mauvais état, entraîne la disparition de la patinoire et du Sporting Club de Lyon par la même occasion. Sans adversaire pour les Parisiens, le championnat de France n'est plus disputé pendant 3 ans, après ses 2 premières éditions.
Club pionnier au niveau du championnat de France, le CPP l'est également en hockey féminin, avec en 1908, un premier match en France, entre membres du club.
Un nouvel opposant pour le club parisien arrive en 1910 : En effet, cette année est créé le Hockey Club Chamonix-Mont-Blanc, ce qui permet de relancer le championnat de France en 1912. Les nouveaux venus ne font pas le poids face au Club des patineurs et les 3 éditions du championnat de France précédant la Première Guerre mondiale se concluent sur des victoires écrasantes des parisiens sur les Chamoniards, qui remportent autant de titres.

### Fin de domination
Après la Première Guerre mondiale, le club réapparaît sous le nom d'Ice Skating Club de Paris et remporte deux nouveaux titres, toujours face aux chamoniards, mais dont la concurrence est désormais plus rude.
Le club parisien prendre ensuite le nom de Club des sports d'hiver de Paris en 1921. Il remporte un 7e titre lors de cette saison, grâce aux joueurs Alfred de Rauch, premier capitaine de l'équipe de France et Gerry Geran, premier joueur de la Ligue nationale de hockey en Europe.
À partir de 1922-1923, Chamonix prend le dessus sur le club parisien, qui pendant 6 saisons va finir à la seconde place[A], coupant la série de victoire chamoniarde avec un succès en 1925-1926.

### La fin
En 1931 débute les « années folles du Vel'd'Hiv », période particulière du hockey sur glace en France, où ce sport devient extrêmement populaire à Paris grâce aux initiatives de Jeff Dickson, promoteur sportif américain. Dickson profite de la rivalité du Stade français et du Racing Club de France pour leur faire monter chacun une équipe de hockey, dont il se charge de leur fournir des joueurs, en recrutant joueurs locaux et joueurs canadiens.
Le CSHP est admis en première série mais face à des équipes composées de toutes pièces pour le spectacle, il ne fait plus le poids et redescend en 2e série en 1932-1933
Il remonte une dernière fois en 1re série en 1936-1937 avant de cesser définitivement ses activités en 1937.

## Palmarès
- Championnat de France :
  - Champion (8) : 1908, 1912, 1913, 1914, 1920, 1921, 1922, 1926
  - Vice-champion (7) : 1907, 1923, 1925, 1927, 1929, 1930, 1931

- Tournoi international de Berlin :
  - Vainqueur : 1908
  - Finaliste : 1910

- Coupe de Chamonix :
  - Vainqueur : 1910, 1912, 1913

## Résultats en Championnat de France
| Saison    | Division    | PJ | V | N | D | BP | BC | Diff | Phase Finale        | Adversaire(s)                                   | Classement final        |
| --------- | ----------- | -- | - | - | - | -- | -- | ---- | ------------------- | ----------------------------------------------- | ----------------------- |
| 1906-1907 | 2e série    | 1  | 0 |   | 1 | 2  | 8  | -6   | Finale en 1 match   | Sporting Club de Lyon                           | Vice-Champion de France |
| 1907-1908 | 1re série   | 1  | 1 |   | 0 | 2  | 1  | +1   | Finale en 1 match   | Sporting Club de Lyon                           | Champion de France      |
| 1911-1912 | 1re série   | 1  | 1 |   | 0 | 9  | 1  | +8   | Finale en 1 match   | Chamonix Hockey Club                            | Champion de France      |
| 1912-1913 | 1re série   | 1  | 1 |   | 0 | 12 | 1  | +11  | Finale en 1 match   | Chamonix Hockey Club                            | Champion de France      |
| 1913-1914 | 1re série   | 1  | 1 |   | 0 | 14 | 0  | +14  | Finale en 1 match   | Chamonix Hockey Club                            | Champion de France      |
| 1919-1920 | 1re série   | 1  | 1 |   | 0 | 3  | 2  | +1   | Finale en 1 match   | Chamonix Hockey Club                            | Champion de France      |
| 1920-1921 | 1re série   | 1  | 1 |   | 0 | 3  | 1  | +2   | Finale en 1 match   | Chamonix Hockey Club                            | Champion de France      |
| 1921-1922 | 1re série   | 1  | 1 |   | 0 | 6  | 2  | +4   | Finale en 1 match   | Chamonix Hockey Club                            | Champion de France      |
| 1922-1923 | 2e série    | 1  | 0 |   | 1 | 0  | 2  | -2   | Finale en 1 match   | Chamonix Hockey Club                            | Vice-Champion de France |
| 1924-1925 | 2e série    | 1  | 0 |   | 1 | 0  | 4  | -4   | Finale en 1 match   | Chamonix Hockey Club                            | Vice-Champion de France |
| 1925-1926 | 1re série   | 1  | 1 |   | 0 |    |    |      | Finale en 1 match   | Chamonix Hockey Club                            | Champion de France[A]   |
| 1926-1927 | 2e série    | 1  | 0 |   | 1 | 0  | 2  | -2   | Finale en 1 match   | Chamonix Hockey Club                            | Vice-Champion de France |
| 1928-1929 | 2e série    | 1  | 0 |   | 1 | 0  | 1  | -1   | Finale en 1 match   | Chamonix Hockey Club                            | Vice-Champion de France |
| 1929-1930 | 2e série    | 1  | 0 |   | 1 | 0  | 2  | -2   | Finale en 1 match   | Chamonix Hockey Club                            | Vice-Champion de France |
| 1930-1931 | 2e série    | 1  | 0 |   | 1 | 1  | 4  | -3   | Finale en 1 match   | Chamonix Hockey Club                            | Vice-Champion de France |
| 1931-1932 | 3e série    | 1  | 0 |   | 1 | 1  | 14 | -13  | Demi-finale         | Stade français                                  | 3e                      |
| 1932-1933 | 5e série[C] | 2  | 2 |   | 0 | 16 | 2  | +14  | Demi-finale Finale  | Cercle Nautique de Chatou Athletic Club Citroën | 5e, Champion 2e série   |
| 1933-1934 | 7e série    | 3  | 2 |   | 1 | 9  | 4  | +5   | Demi-finale Finale  | Athletic Club Citroën Cercle Nautique de Chatou | 7e                      |
| 1934-1935 | 5e série    | 3  | 1 | 2 | 0 | 5  | 1  | +4   |                     |                                                 | 6e                      |
| 1935-1936 | 2e série    |    |   |   |   |    |    |      |                     |                                                 | ?                       |
| 1936-1937 | 1re série   | 3  | 0 | 1 | 2 | 2  | 15 | -13  | Formule championnat |                                                 | 5e                      |